# Hillsboro (Tennessee)
Hillsboro – jednostka osadnicza w Stanach Zjednoczonych, w stanie Tennessee, w hrabstwie Coffee.